# Visnadi
Visnadi is een Italiaans producersduo dat housemuziek produceert. Het bestaat uit de Venetiaanse broers Paolo (1970) en Gianni Visnadi en was vooral in de jaren 1990 actief. Het duo werd vooral bekend door hits die ze met de projecten Cool Jack, Livin' Joy en Alex Party produceerden. Zelf stonden ze nooit op de voorgrond. Ze zijn ook eigenaar van het label UMM (Underground Music Movement).

## Geschiedenis
De Visnadi-broers worden rond 1990 actief in de housemuziek wanneer de Italo house op zijn hoogtepunt is. Ze richten het label UMM (Underground Music Movement) op. In 1992 produceren ze de plaat Just Come van Cool Jack samen met Angelino Albanese. Die plaat wordt aanvankelijk niet heel bekend tot in 1996 een heruitgave wordt gedaan als Jus' Come en Dancesmash op Radio 538 werd. Het eerste hitsucces hebben ze eind 1993 in het Verenigd Koninkrijk met de plaat Read my lips (Saturday Night Party) van het project Alex Party. Dit is een samenwerking met producer. Echt groot succes is er wanneer in 1994 het project Livin' Joy wordt opgericht rondom de Amerikaanse zangeres Janice Robinson. De plaat Dreamer wordt een hit in meerdere landen. Dat wordt een jaar later zelfs nog eens dunnetjes overgedaan met een remake van de track. Niet lang daarna weet ook hun project Alex Party de hitlijsten te bereiken met Don't Give Me Your Life. Hiervan is zangeres Jamie Campbell het gezicht. In 1996 maken ze met Don't Stop Movin' weer een Livin' Joy-single. Robinson heeft dan het veld moeten ruimen voor Tameka Starr (Doris Diggs), die ze uit een club uit Liverpool kennen. Het wordt een hit in meerdere landen. Dat gebeurt ook met Follow the rules. Voor zowel Livin' Joy als Alex Party verschijnen dat jaar nog albums, al maken die maar weinig indruk. In 1996 maken ze ook een remix van de plaat Breakout van Jimmy Cliff.
Voor Livin' Joy proberen ze in 1999 en nieuwe hit te maken met Just for the Sex of It, maar dat is geen succes. Een tweede album, waarvan wel opnames bestaan, ziet daarom nooit het daglicht. Alex Party heeft in de zomer van 2000 nog een hitje met U Gotta Be. Daarna verdwijnen ze uit beeld. UMM wordt in 2001 verkocht aan Media Records.

## Discografie

### Albums
- Livin' Joy - Don't Stop Movin' 1996
- Alex Party - Alex Party 1996

### Singles
| Single met eventuele hitnotering(en) in de Nederlandse Top 40 | Datum van verschijnen | Datum van binnenkomst | Hoogste positie | Aantal weken | Opmerkingen                              |
| ------------------------------------------------------------- | --------------------- | --------------------- | --------------- | ------------ | ---------------------------------------- |
| Dreamer                                                       | 1994                  | 15-10-1994            | 25              | 4            | als Livin' Joy                           |
| Don't Give Me Your Life                                       | 1995                  | 18-03-1995            | 17              | 6            | als Alex Party / Dancesmash op Radio 538 |
| Dreamer - The Rollo Big Mix                                   | 1995                  | 24-06-1995            | 30              | 4            | als Livin' Joy / Dancesmash op Radio 538 |
| Wrap Me Up                                                    | 1995                  | 11-11-1995            | tip4            | -            | als Alex Party                           |
| Don't Stop Movin'                                             | 1996                  | 22-06-1996            | 21              | 6            | als Livin' Joy / Alarmschijf             |
| U Gotta Be                                                    | 2000                  | 26-08-2000            | 40              | 2            | als Alex Party / Dancesmash op Radio 538 |

| Single met hitnotering(en) in de Vlaamse Ultratop 50 | Datum van verschijnen | Datum van binnenkomst | Hoogste positie | Aantal weken | Opmerkingen |
| ---------------------------------------------------- | --------------------- | --------------------- | --------------- | ------------ | ----------- |
| Don't Stop Movin'                                    | 1996                  | 20-07-1996            | 36              | 2            | Livin' Joy  |